# Gocken Jobs
Hanna Ingrid Elisabet (Gocken) Jobs, född 7 september 1914 i Stora Kopparbergs socken, död 26 december 1995 i Västanvik i Leksands socken,  var en svensk keramiker och textilkonstnär. Hon var dotter till Anders Jobs och Elisabet Wisén-Jobs samt syster till Lisskulla Jobs, Lisbet Jobs, Peer Jobs, Gitt Hidle, Kerstin Jobs och Mait Jobs.

## Biografi
Efter skolgång vid Franska skolan i Stockholm studerade Gocken Jobs vid Tekniska skolan 1931–1935 innan hon började i systern Lisbet Jobs keramiska verkstad grundad 1931. Systrarna kom att följas åt i hela sin konstnärliga gärning. Namnet Jobs har för många blivit synonymt med systrarnas rikt blommande mönster. Inspirationen kom bland annat från modern Elisabet Wisén-Jobs som broderade blommor och buketter med silke och ull direkt på linne.
Under andra världskriget var tillgången på glasyr begränsad och det keramiska arbetet bedrevs mer sporadiskt. På initiativ av Astrid Sampe, chef för NK:s textilkammare, började systrarna överföra sina blomstermotiv från keramik till tyg. Mönstren för textil trycktes av NK:s textilkammare men också av brodern Peer Jobs (1913–1989) som först skurit i linoleum efter systrarnas förlagor och sedan startat Jobs Handtryck i Västanvik i Leksand.
Gocken Jobs visade sin keramik i flera utställningar tillsammans med systern Lisbet, men det stora genombrottet som textil formgivare kom 1945 med NK-utställningen "När skönheten kom till byn" som visade både keramik och textilt tryck.
Totalt ritade Gocken Jobs cirka 45 mönster för textil metervara. Därtill kommer ett antal mönster för tavlor schaletter, dukar, näsdukar, bonader och tabletter. 
Hon har skapat en rad stort upplagda växtmönster som Trollsländan (1945) och Ros och lilja (1946) båda för NK:s textilkammare samt Stugrabatt (1951), Sommar (1964), Granatäpple (1961) och Rabarber (1968). Hon ritade också noggrant studerade blommor för tabletter och löpare, som till exempel Primavera (1950), Rosmarin (1957) och Rönnbär (1989) eller olika naturtrogna bär som Blåbär (1947) och Smultronblom (1947). Det figurrika mönstret Midsommar (1945) har hämtat sin inspiration från Leksand i Dalarna, där Gocken Jobs var bosatt större delen av sitt liv.
Gocken Jobs konstnärliga kvarlåtenskap finns sedan 2009 i Nationalmuseums arkiv och hon finns representerad vid Röhsska museet. Familjeföretaget Gocken Jobs AB hanterar mönsterrättigheterna.